# Anaplecta unicolor
Anaplecta unicolor är en kackerlacksart som beskrevs av Hermann Burmeister 1838. Anaplecta unicolor ingår i släktet Anaplecta och familjen småkackerlackor.
Artens utbredningsområde är Colombia. Inga underarter finns listade i Catalogue of Life.